# Unctuarium
Un unctuarium est une composante architecturale des bains antiques, grecs puis romains. Le mot dérive du latin unctĭo, « friction, huile pour les frictions ». Il est équivalent à l'elaeothesium ou alipterium, local des palestres à la grecque . On y conservait les huiles et les parfums. C'est dans cette pièce que se faisaient les onctions avant ou après les bains et les combats de lutte et de pancrace dans les palestres grecques.
Dans la description des bains privés de sa villa du Larentin, Pline le Jeune mentionne un unctorium, attenant à la salle chauffée et à l'étuve. Dans l'Encyclopédie de Diderot et d'Alembert il est l'unctuarium est défini comme la « partie du gymnase des anciens ; c’étoit la piece ou appartement destiné aux onctions qui précédoient ou qui suivoient l’usage des bains, la lutte, le pancrace ».